# Thomas Bruce, 7. Earl of Elgin

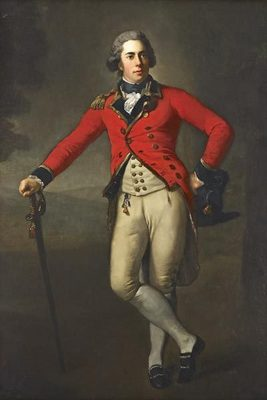
Thomas Bruce, 7. Earl of Elgin. Porträtiert von Anton Graff (um 1788).

Thomas Bruce, 7. Earl of Elgin, 11. Earl of Kincardine (* 20. Juli 1766; † 14. November 1841 in Paris) war ein britischer Peer, Offizier und Diplomat. Bekannt ist er vor allem wegen der Verbringung archäologischer Kunstschätze aus Griechenland nach Großbritannien („Elgin Marbles“).

## Leben
Er war der zweitgeborene Sohn des Charles Bruce, 5. Earl of Elgin (1732–1771) aus dessen Ehe mit Martha Whyte. Er war noch minderjährig, als er nach dem Tod seines Vaters im Mai 1771 beim Tod seines älteren Bruders William Bruce, 6. Earl of Elgin (1764–1771) im Juli 1771 deren schottische Adelstitel als 7. Earl of Elgin, 11. Earl of Kincardine, 9. Lord Bruce of Kinloss und 11. Lord Bruce of Torry sowie die Würde des Chief des Clan Bruce erbte.
Er besuchte die Harrow School und die Westminster School in London und studierte an den Universitäten von St. Andrews und Paris. 1785 trat er als Ensign der Scots Guards in die British Army ein. Während der Koalitionskriege war er von 1794 bis 1804 Inhaber eines Infanterieregiments namens „Elgin Regiment of Fencible Highlanders“. 1809 stieg er in den Rang eines Major-General, 1814 zum Lieutenant-General und 1837 zum General auf.
Von 1790 bis 1807 und erneut von 1820 bis 1841 war er als gewählter schottischer Representative Peer Mitglied des britischen House of Lords. Er gehörte der Partei der Torys an. 1799 wurde er ins Privy Council aufgenommen.
Seine diplomatische Laufbahn begann, als er 1790 als Sondergesandter zu Kaiser Leopold II. entsandt wurde. Ab 1792 diente er als Gesandter bei der Regierung der Österreichischen Niederlande in Brüssel und ab 1795 am preußischen Königshof in Berlin. 1799 wurde ihm ein Posten als Botschafter an der Hohen Pforte des Osmanischen Reiches unter der Auflage angeboten, dass er vorher heirate. Zu diesem Zwecke ehelichte er im selben Jahr übereilt die 14 Jahre jüngere Mary Nisbet († 1855). Bald nach seiner Ankunft in Konstantinopel verlor er infolge einer Hautkrankheit einen Teil seiner Nase; er war lebenslang im Gesicht entstellt.
Während seiner bis 1803 währenden Amtszeit im Osmanischen Reich ließ er mit Zustimmung der osmanischen Regierung archäologische Kunstschätze der griechischen Antike untersuchen und dokumentieren und erhielt im Mai 1801 die Erlaubnis (Firman), auch umfangreiche Grabungen durchzuführen, erweitert durch einen Firman von 1810. Unter großzügiger Auslegung seiner Vollmachten beschränkte er sich nicht nur auf die wissenschaftliche Untersuchung der Funde und die Fertigung von Abgüssen, sondern brachte viele Kunstschätze außer Landes und erweiterte damit seine private Kunstsammlung in seinem schottischen Landhaus. Das Prunkstück, die auf der Akropolis der damals zum Osmanischen Reich gehörenden Stadt Athen geborgenen Marmorskulpturen des Parthenon-Tempels (Elgin Marbles) ließ er in den Jahren 1802 bis 1812 nach und nach auf eigene Kosten von ca. £ 74.000 nach Großbritannien ausschiffen. Er bot die Elgin Marbles dem Britischen Museum in London an, das sie nach einigem Zögern im Jahr 1816 für £ 35.500 ankaufte. Lord Elgin wurde 1816 Treuhänder (Trustee) des British Museum und war ab 1823 Präsident der Society of Antiquaries of Scotland.
Seine Vorgehensweise trug Lord Elgin bereits zu Lebzeiten heftige Kritik seiner Zeitgenossen ein. Lord Byron schalt ihn im „Childe Harold’s Pilgrimage“ als „Kulturbarbaren“. Elgin sagte zu seiner Rechtfertigung, er habe die durch den türkisch-griechischen Krieg gefährdeten Kunstschätze nur retten wollen. Die Griechen seien zu ihrem zuverlässigen Schutz nicht in der Lage gewesen; sein Eingreifen sei geboten gewesen, um die Exkavate für die Ewigkeit zu retten. Kunstraub ist seither oft „Elginismus“ genannt worden.
Lord Elgin geriet im Januar 1803 auf der Rückreise von der Botschaft in Konstantinopel nach Großbritannien in französische Kriegsgefangenschaft und blieb bis 1806 interniert. Unterdessen machte sich seine Frau mit einem Liebhaber davon. Die Ehe wurde 1808 geschieden; 1810 heiratete er erneut. 1807 hatte er das Amt des Lord Lieutenant von Fifeshire inne.
Er starb 1841 in Paris. Weil sein Sohn aus erster Ehe bereits 1840 kinderlos gestorben war, erbte sein ältester Sohn aus zweiter Ehe James Bruce seine Adelstitel.

## Ehen und Nachkommen
Am 11. März 1799 heiratete er Mary Nisbet (1778–1855), Erbtochter des William Hamilton Nisbet, aus Dirleton, Urenkelin des John Manners, 2. Duke of Rutland. Sie hatten einen Sohn und drei Töchter:
- George Charles Constantine Bruce, Lord Bruce (1800–1840), nicht verheiratet;
- Lady Mary Bruce († 1883) ⚭ 1828 Rt. Hon. Robert Dundas, of Bloxham († 1877), MP;
- Lady Matilda-Harriet Bruce († 1857) ⚭ 1839 Sir John Maxwell, 8. Baronet, of Pollok († 1865), MP;
- Lady Lucy Bruce (1806–1881) ⚭ 1828 John Grant, of Kilgraston and Pikeathly († 1873).

Die erste Ehe wurde 1808 aufgrund Ehebruchs seiner Frau durch einen Beschluss des Parlaments aufgelöst. Am 21. September 1810 heiratete er in zweiter Ehe Elizabeth Oswald (1790–1860), jüngste Tochter von James Townsend Oswald, of Dunnikier. Sie hatten vier Söhne und drei Töchter:
- James Bruce, 8. Earl of Elgin (1811–1863);
- Major-General Hon. Robert Bruce (1813–1862) ⚭ Katherine-Mary († 1869), zweite Tochter des Sir Michael Shaw-Stewart, 6. Baronet;
- Hon. Sir Frederick Wright-Bruce (1814–1867), Diplomat, starb ledig;
- Hon. Thomas Charles Bruce (1825–1862), MP;
- Lady Charlotte Christian Bruce († 1872) ⚭ 1850 Frederick Locker († 1895);
- Lady Augusta Frederica Elizabeth Bruce († 1876), Hofdame von Queen Victoria, ⚭ 1863 Very Rev. Arthur Stanley, Dean of Westminster;
- Lady Frances Anna Bruce († 1872) ⚭ 1855 Evan Baillie, of Dochfour (1824–1874).